# Francesco Fuoco
Francesco Fuoco (Mignano, 22 gennaio 1774 – Napoli, 2 aprile 1841) è stato un filologo, economista e presbitero italiano.

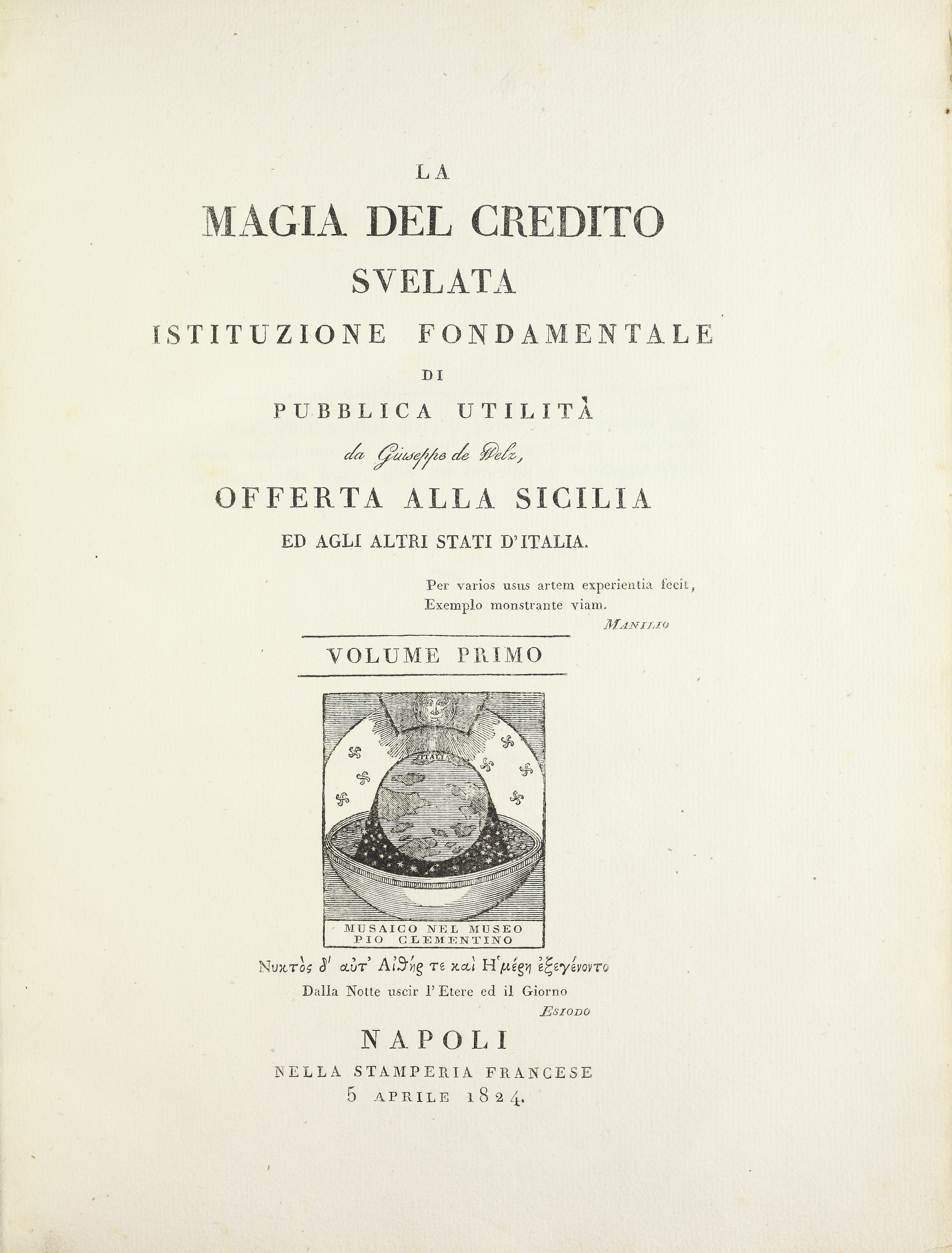
La magia del credito svelata, 1824

Varie sue opere furono pubblicate sotto il nome di Giuseppe de Welz, un banchiere comasco a cui Fuoco le aveva vendute in stato di necessità.

## Opere

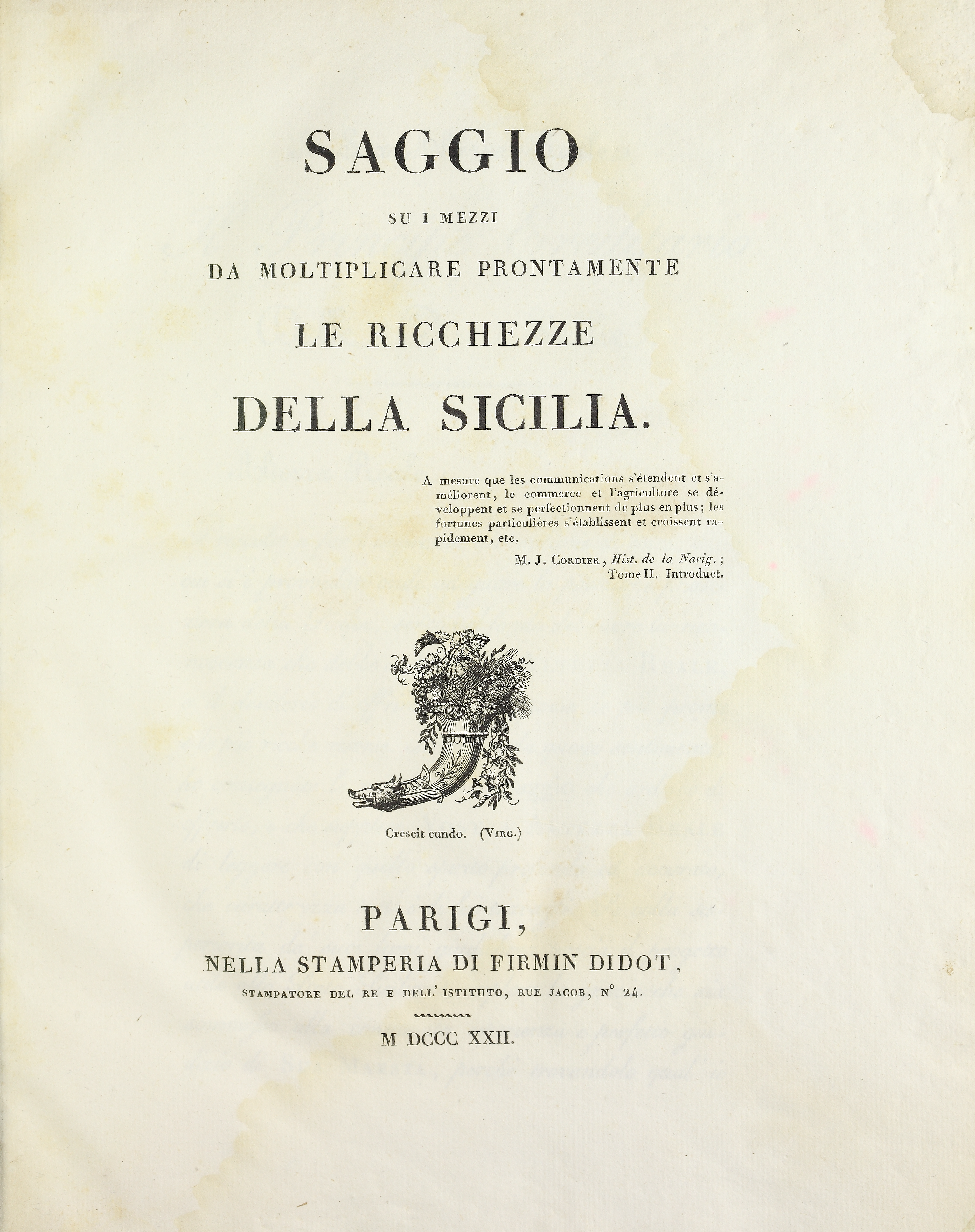
Saggio su i mezzi da moltiplicare prontamente le ricchezze della Sicilia, 1822

- Saggio su i mezzi da moltiplicare prontamente le ricchezze della Sicilia, Parigi, Firmin Didot, 1822.
- La magia del credito svelata, vol. 1, Napoli, Stamperia Francese, 1824.
- La magia del credito svelata, vol. 2, Napoli, Stamperia Francese, 1824.